# DKW Supersport 500/600
Die DKW Supersport 500 und Supersport 600 sind Motorradmodelle der Zschopauer Motorenwerke J. S. Rasmussen, ab Mitte 1932 Auto Union AG. Die Supersport 600 war das hubraumstärkste Serienmotorrad in der Geschichte des Herstellers.

## Technik

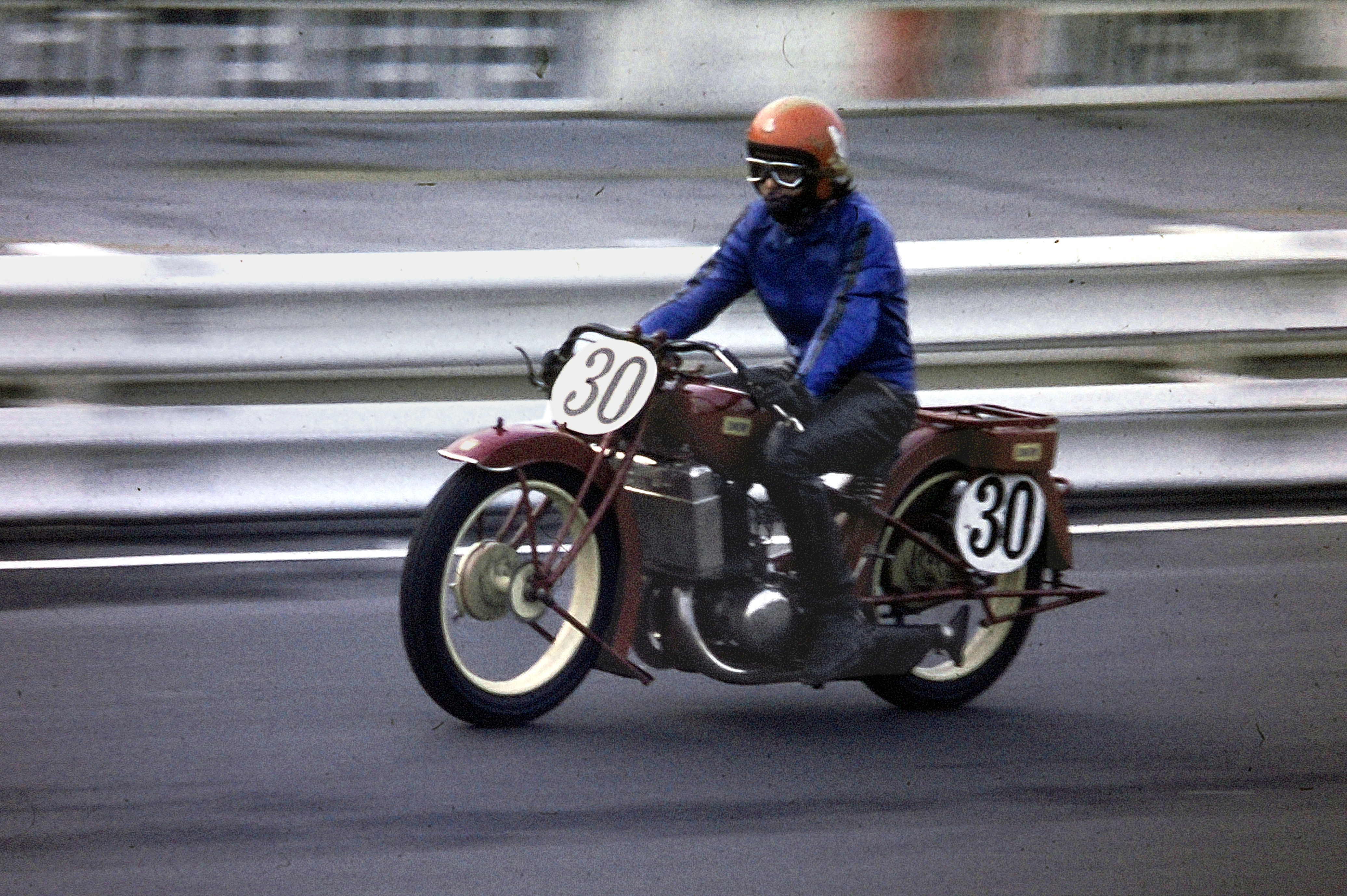
DKW SS 500 auf dem Nürburgring, 1976

Der Rahmen und die Scheiden der Parallelogrammgabel sind aus Stahlrohren hergestellt, am Gepäckträger sind beidseitig Kästen für das Bordwerkzeug angebracht. Seinerzeit neuartig war der Satteltank, in diesen Tank ist der Tachometer integriert. Der Rahmen hatte Anschlusspunkte für den Anbau eines Seitenwagens, der direkt ab Werk angeboten wurde.
Der Reihen-Zweizylindermotor hat eine Wasserkühlung ohne Pumpe. Neu bei einem DKW-Motorrad war der Primärtrieb  (Verbindung von Kurbelwelle und Getriebe) mit Stirnzahnrädern statt Kette; außerdem gibt es ein gemeinsames Gehäuse für Motor und Getriebe. Die Modelle haben Kugelschaltung, das heißt, der kurze, direkt eingreifende Schalthebel ist mit einem Kugelgelenk gelagert und vorwärts, rückwärts sowie seitlich  beweglich, nicht nur in einer Richtung wie bei einer seriellen Schaltung. Die Supersport 600 hat einen Ruckdämpfer auf dem Ende der Kurbelwelle und einen Fußkupplungshebel.
Gegen Aufpreis war ab Werk eine 6-Volt-Beleuchtungsanlage mit Stand-, Abblend- und Fernlicht mit 30 Watt Leistung erhältlich.
Die Auto Union AG pries das Modell Supersport 600 in einem Verkaufsprospekt von 1933 mit folgenden Vorzügen: „Diese Maschine ist das vollkommenste, was auf dem Gebiete der schweren Maschinen zu haben ist. Sie ist ausgesprochene Hochleistungsmaschine für anspruchsvolle Fahrer und ausdauernden Seitenwagenbetrieb. – Die Maschine erreicht mit Seitenwagenbetrieb eine Spitzengeschwindigkeit von 100 km und besitzt ungewöhnliche Schaltungsfreiheit.“
|                       | Supersport 500                                                        | Supersport 600                                                        |
| --------------------- | --------------------------------------------------------------------- | --------------------------------------------------------------------- |
| Baujahre              | 1929–1932                                                             | 1930–1933                                                             |
| Motor                 | Zweizylinder-Zweitakt-Reihenmotor mit 180° Kurbelversatz, Kickstarter | Zweizylinder-Zweitakt-Reihenmotor mit 180° Kurbelversatz, Kickstarter |
| Steuerung             | Schlitzsteuerung                                                      | Schlitzsteuerung                                                      |
| Ladungswechsel        | Querstromspülung                                                      | Querstromspülung                                                      |
| Bohrung × Hub         | 68 × 68 mm                                                            | 74 × 68 mm                                                            |
| Hubraum               | 494 cm³                                                               | 584 cm³                                                               |
| Nennleistung          | 18 PS (13,2 kW)                                                       | 22 PS (16,2 kW)                                                       |
| Vergaser              | Framo-E, Framo-B                                                      | Framo-VB 25                                                           |
| Schmierung            | Zweitaktgemisch 1 : 15–25                                             | Zweitaktgemisch 1 : 15–25                                             |
| Kühlung               | Thermosiphon                                                          | Thermosiphon                                                          |
| Getriebe              | 3-Gang-Getriebe                                                       | 3-Gang-Getriebe                                                       |
| Rahmenbauart          | Rohrrahmen im Unterzug                                                | Rohrrahmen im Unterzug                                                |
| Radstand              | 1400 mm                                                               | 1400 mm                                                               |
| Sitzhöhe              | 680 mm                                                                | 680 mm                                                                |
| Radaufhängung vorn    | Parallelogrammgabel mit Schraubenfeder                                | Parallelogrammgabel mit Schraubenfeder                                |
| Radaufhängung hinten  | Starrrahmen                                                           | Starrrahmen                                                           |
| Bremsen               | Innenbackenbremsen vorn und hinten                                    | Innenbackenbremsen vorn und hinten                                    |
| Leergewicht           | 175 kg                                                                | 175 kg                                                                |
| Höchstgeschwindigkeit | 120 km/h                                                              | 130 km/h                                                              |
| Stückzahl             | ca. 1200                                                              | k. A.                                                                 |

## Rennsportmodelle

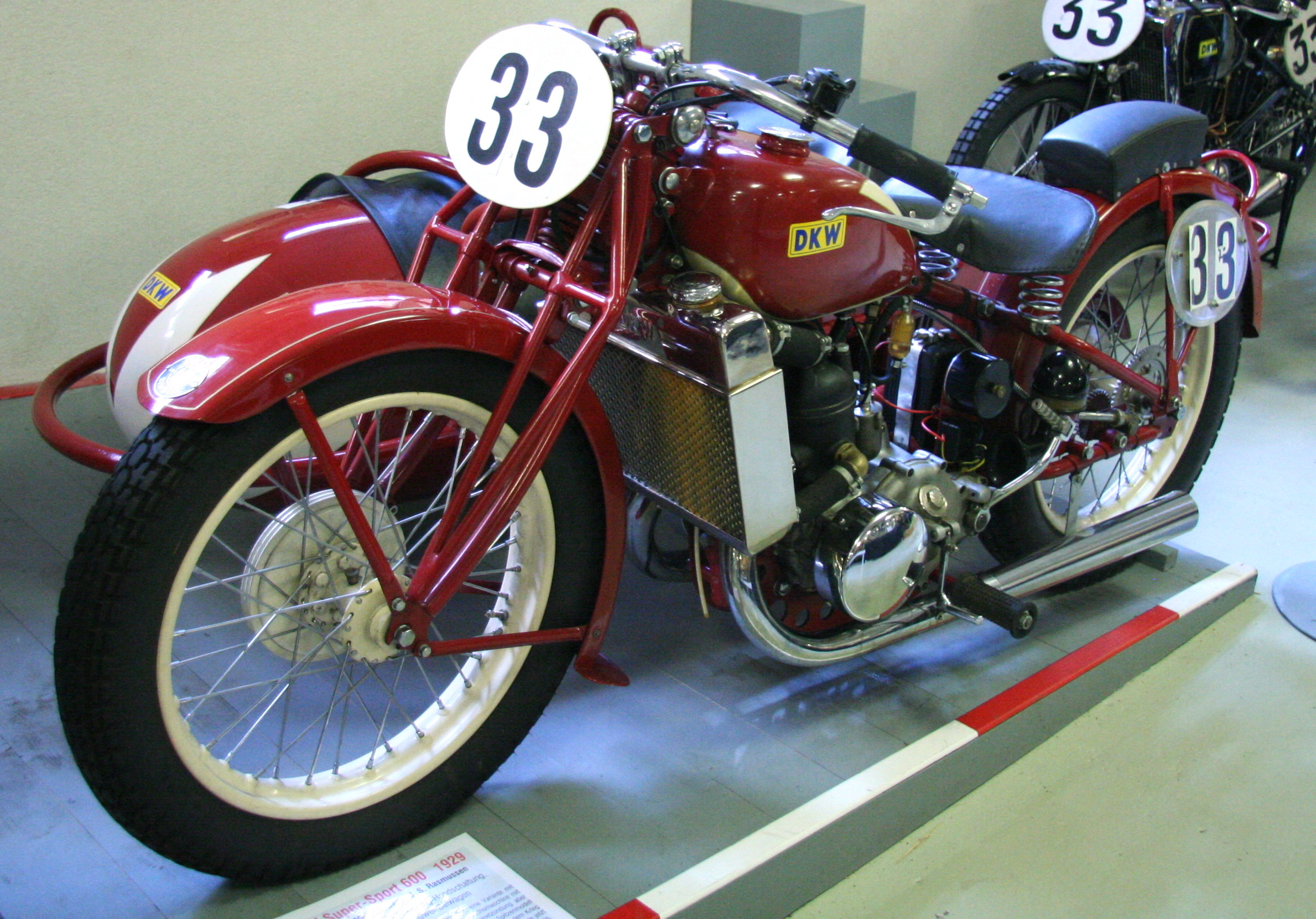
Supersport 600 mit für den Rennsport verstärkter Gabel und Beiwagen im Museum für sächsische Fahrzeuge

Die Supersport-Modelle wurden von Privatfahrern auch im Rennsport eingesetzt. Da die Werksrennmaschinen DKW PRe 500 den Privatfahrern nicht zur Verfügung standen, gab DKW eine Anleitung heraus, welche Teile an den Supersport-Modellen angepasst, ausgewechselt bzw. entfernt werden sollten, um sie für den Renneinsatz herzurichten. Ein als Händlerrundschreiben herausgegebenes Merkblatt war überschrieben mit: „Richtlinien zum Herrichten der Super-Sport 500 für Rennen (Frisieren)“. Darin wurden die Bearbeitung der Überströmkanäle, des Zylinderdeckels, des Vergasers, der Einsatz geeigneter Zündkerzen, die Änderung der Auspuffanlage, die Wahl der Bereifung und Übersetzung des Sekundärantriebs sowie die Entfernung entbehrlicher Teile wie Gepäckträger und Werkzeugkästen beschrieben.
Derart leistungsgesteigerte Exemplare waren bei Rennsportveranstaltungen auf den vorderen Plätzen. So erreichte z. B. der Fahrer Engelbrecht aus Bünde beim 7. Eilenriederennen in Hannover, dem ersten Lauf zur Deutschen Motorrad-Straßenmeisterschaft 1930, mit einer Supersport 500 den dritten Platz in der Klasse bis 500 cm³.